# 占領期日本における強姦
占領期日本における強姦（せんりょうきにほんにおけるごうかん、英語：Rape during the occupation of Japan）は、第二次世界大戦後、アメリカ合衆国を中心とする連合国軍最高司令官総司令部（GHQ）による軍事占領中の日本における日本国憲法の公布・施行後に日本列島及び南西諸島において発生した連合国軍将兵（アメリカ軍・イギリス軍など）による強姦・殺人（強盗・不同意性交等致死罪、強盗・不同意性交等殺人罪、強盗殺人）

## 背景
1945年2月、米軍は日本領である硫黄島に上陸、同年4月1日に沖縄に上陸し、8月に停戦すると連合軍は日本列島本土に上陸した。連合国の占領は日本国との平和条約発効により1952年4月28日にほぼ終結したが、1972年5月14日まで沖縄県ではアメリカ軍による占領統治が継続されることとなった。

## 沖縄戦
ニューヨーク・タイムズは「沖縄戦は第二次世界大戦中の最悪の戦いの一つであり、県民の三分の一を含む、アメリカ人、日本人双方あわせ20万人以上が殺害されたと記載している。

### 米軍の強姦疑惑
犠牲者の多くは死亡しており物的証拠は乏しいものの、連合軍がこの沖縄戦の最中に多数の強姦を行ったとする、多くの信頼に足る証言がなされている。

#### 沖縄本島北部での組織的強姦
沖縄の歴史家大城将保は次のように述べている。
若い男性皆が戦争のために動員されており、唯一女性、子供、高齢者が半島の村々に残留していたため、米海兵隊の上陸直後、本部半島のすべての女性はアメリカ兵の手に落ちた。日本軍の存在が認められないことが判ると、米海兵隊将兵は上陸直後から、全村を「接収」し白昼から「女狩り」を開始し、村や近くの防空壕に隠れていた女性らを次々に引きずり出し強姦した。
田中利幸によると、米軍による沖縄統治最初の5年の間に、米兵による強姦や強姦殺人は少なくとも76例報告されているが、ほとんどの場合、公式に報告される事なく事件は闇に葬られており、76例という数字は実態と一致していないと主張している。

#### 沖縄本島南部での強姦
ペーター・スヘレイヴェルスは、アメリカ兵による強姦は人間としての最低限の慈悲もなく、島全体に多くの災厄をもたらしていたと回想している。
彼は著書の中で、「本島南部進軍中、第4海兵隊の男たちは道路の横に10名ほどで小さな円陣を組んでいた。彼らは大変はしゃいでおり、隣にいた伍長は手を叩いてゲームを楽しんでいるのだろうと言った。私の同僚は『もう行こう。』と私に声をかけたが、その時私が見たのは、彼らがまさに東洋人の女性を回姦している様子だった。私は激怒したが、何も異常は起こっていなかったかのように、私たちは行進しつづけなければならなかった。」と回想している。
ニューヨーク・タイムズが2000年に沖縄県内の村々で複数の高齢者に取材を行った際、アメリカの占領後、毎週武装した海兵が来村し、すべての村の女性を強制的に丘のほうへ連れ去り、強姦していたと証言している。記事では「米国軍人による沖縄女性への広範な強姦」は長く無視されてきたが、研究機関の調査結果、推定値として最大10,000人の沖縄県の女性が強姦された可能性があるとしている。軍当局は、この大量強姦を否定しつづけており、すべての生存引き揚げ軍人がニューヨーク・タイムズの取材要求を拒否している。
東アジア研究の専門家スティーブ・ラブソン教授によれば、「私は沖縄の強姦について多くの文献、過去の記事を読んでいるが、米国内においてそれらの事実を知っているか、またはそれらについて話したいと思っている人間はごくわずかだ。」と述べている。またサミュエル・サクストン（除隊時大尉）によれば、アメリカの退役軍人と強姦の目撃者は、「私たちが国のための奉仕をし、懸命に働いたという事実を考えれば、強姦の全容を国民に知らせる事は間違った印象を国民に与え、不公平だろう」と述べている。また沖縄国際大学の石原昌家教授によれば、「歴史的な記憶喪失の多くはまさにそこにあり、多くの人々が実際に何が起こったかを認識しようと思っていない。」と述べている。

#### 被害記録の不存在
米軍が強姦事件に関する記録を取っていない理由はいくつかある。一つには県内の女性の多くは、恐怖と羞恥心から報告をせず、仮に報告したとしても軍警察によって無視されたためであると歴史家らは考察している。このような大規模な犯罪状況の全容を解明する取り組みはいまだされておらず、強姦されたと考えられている女性の多くは、戦後70年経った現代においても、歴史家や大学研究者はおろか友人たちに対してさえも、公の議論や公式声明を拒否している。沖縄県警察名護警察署の広報担当者は「被害者の女性は公開を恥と考えている」と述べている。
ジョージ・フェイファーは著書『天王山』において、原爆や沖縄戦について記述するほか、沖縄の戦時強姦として10例ほどの報告例があったことを指摘している。彼は報告例の数の少なさの理由として、「恥と不名誉は理由の一部であり、アメリカが勝者となり沖縄県を占領していた事がもう一つの理由である」と述べている。 フェイファーの主張では、「沖縄県には恐らく数千を超える事件があるが、被害者の沈黙は、もう一つの「汚い」占領政策の秘密を生むこととなった。多くの女性が強姦時に受精する事によって必然的に生まれるべきGIベビーたちが世間の明るみに出たことはない。この事実について多くの人が疑問を持っているが、地元歴史家や沖縄の高齢者に対する取材によれば、こうした混血児の多くは村落の助産師の助けを借りて中絶処理されるか誕生直後に殺され、仮に生まれた場合にも羞恥心から座敷牢に匿われて生活することとなった。
ジョージ・フェイファーによる強姦調査の大部分は、侵攻が容易だった沖縄本島北部および中部に集中しており、フェイファーによれば、主に占領任務のために上陸した将兵が強姦を行っていたようである。

#### 強姦被害者の沈黙
ほとんどすべての強姦被害者は、沖縄侵攻作戦の「汚い秘密」を維持するために貢献し、沖縄で何が起こったのかを述べることなく沈黙してきた。女性の沈黙と事件報告件数の少なさの主な理由はアメリカによる支配と「恥」の文化であった。数千を超える強姦が、公式にはたった10数件の強姦事件として1946年以降報告されてきた。

### 日本軍による強姦疑惑
戦争学研究所のトーマス・フーバーは、日本兵も戦闘中に沖縄の民間人を虐待していると述べている。フーバーによれば、 降伏が許されず生還の可能性が低い日本兵によって「自由になされた」可能性があり、これらの強姦が戦後、沖縄と本土の関係に少なからず影を落とすこととなった。

## 戦後
占領直後の性的暴行や強姦の件数については確定していないが、藤目ゆきによれば上陸後一ヶ月（1日とも）だけでも最低3,500人以上の女性が連合軍兵士によって被害をうけ、その後も1947年に283人、1948年に265人、1949年に312人の被害届けが確認されているがこれらは氷山の一角であり、藤目は占領とは「日本人女性に対する米軍の性的蹂躙の始まり」でもあったと述べている。
特殊慰安施設協会は1945年8月22日に設置され、その他の地域でも慰安所、施設の設置が進められたが30日に上陸した進駐軍は横須賀や横浜をはじめ、民家に侵入し日本人女性を強姦する事件が多発した。28日、9月2日開業予定の小町園慰安所には機関銃で武装したアメリカ軍兵士達が乗り込みすべての慰安婦たちを強姦した。横浜では、100名を超える武装したアメリカ兵が開業前日の慰安所に乗り込み慰安婦14名を輪姦した。9月1日には野毛山公園で日本女性が27人の米兵に集団強姦された。5日には神奈川県の女子高校が休校した。19日にGHQがプレスコードを発令して以後は連合軍を批判的に扱う記事は新聞で報道されなくなった。武蔵野市では小学生が集団強姦され、東京都大田区 大森では病院に2 - 300人の米兵が侵入し、妊婦や看護婦らが強姦された。これらのアメリカ軍による集団強姦事件はダグラス・マッカーサー元帥やロバート・アイケルバーガー将軍も把握しており、アメリカ軍は強姦から女性を守ろうと設立された自警団に対しては戦闘車両で鎮圧し自警団幹部らを長期間にわたって刑務所に監禁した。進駐軍相手の日本人娼婦（街娼）は「パンパン」などと呼ばれていた。占領直後の性的暴行や強姦の件数については確定していないが、藤目ゆきによれば上陸後一ヶ月だけでも最低3500人以上の女性が連合軍兵士によって被害をうけ、その後も1947年に283人、1948年に265人、1949年に312人の被害届けが確認されているがこれらは氷山の一角であり、藤目は占領とは「日本人女性に対する米軍の性的蹂躙の始まり」でもあったと述べている。
1951年に連合国諸国とサンフランシスコ講和条約を締結し、翌年4月28日に日本の国家主権を回復した後も在日米軍による犯罪は続き、1952年5月から1953年6月の警察資料でも殺人8、過失致死435、強姦51,暴行704など合計4476件の犯罪が報告されており、1954年2月には京都府宇治市大久保小学校の四年生の女子児童が強姦されたあとに陰部から肛門まで刃物で引き裂かれる事件が発生し、ほかにも4歳の幼児が強姦され、危篤状態になった事件や、突然狙撃されて死亡した事件などが多発した。
1952年の奈良の慰安施設RRセンターでは2500名の慰安婦がいた。

### 占領の恐怖と特殊慰安施設協会
日本占領後、多くの市民は連合国軍の上陸によって日本女性が強姦されることを恐れていた。こうした懸念から、内務省警保局をはじめ各省庁および都道府県庁は、女性らに自宅待機、避難、日本人男性から離れずいるようにとの注意喚起、また米兵との接触を回避するよう勧告をしている。
米軍が最初に上陸するものと推測された神奈川県では、県警は若い女性や少女に避難勧告をしている。内務省警保局の情報にも「神奈川県ハソノ特質上敵ノ最初ノ上陸地点タルベシトノ想像モアリ「敵ハ十八日ニ神奈川ニ上陸スル」ノ流言多シ」とあり、戦争関連の諸文書が一斉に焼却廃棄されるなか、行政機関当局にも相当の混乱があったことが窺える。主要港湾を擁する横浜市では、幹部職員の全員逮捕処刑を前提として、緊急措置として市民のうちの婦女子の疎開避難、女子職員の全員解雇などを決定し、これをきっかけとして丹沢方面への疎開騒ぎが広まっていた。
これに呼応し、政府は内務省警保局長名で特殊慰安施設協会（RAA）の設立について全国都道府県に打診し、東京都下の料理飲食業組合、芸子置屋同盟、待合業組合連合会など7団体代表者により、特殊慰安施設協会が急きょ設立され、協会を通し「性の防波堤」となる志願女性を募集した。これにより、各所に「進駐軍将兵慰安施設」が設置され、一例として横浜の大阪商船ビル、日本造船大丸谷寮、箱根、江ノ島の新設施設などがこれに利用された。GHQ当局は1946年1月に、「非民主的であり、女性への人権侵害である」との理由から施設の閉鎖と公娼の禁止を宣言したが、占領軍兵士を相手とする「私的」売春は継続され、兵士たちの間で性病が蔓延した。

### 米軍による強姦
ジョン・ダワーによれば、特殊慰安施設協会設置の効果もあり、占領軍の規模と比較すると日本政府の想定よりは強姦の発生率は低かったが、同時に性病の集団感染も引き起こした。一例としては、検査の結果1個師団の70％が梅毒、50％が淋病の陽性反応を示したため、これを主因として売春施設は閉鎖されることとなった。
公娼施設の廃止後、強姦の発生率は約8倍に増加し、ダワーの調査によるとRAAが活動終了した1946年以降、日本人女性に対する占領軍将兵による強姦件数は一日平均40件から一日平均330件に急増した。これに対してブルマは、「毎日40件以上の強姦が行われた可能性があるが、ほとんどの日本人は、アメリカ人は恐れていたよりも規律的だと認識していただろう」と述べている。
テレーズ・スヴォボダは、慰安施設閉鎖後に強姦の報告件数が急増した事から、兵士に対する慰安婦の提供が強姦事件抑制に一定の効果があった事を認めている。スヴォボダはまた、一例として慰安施設の営業開始前に、待ちきれなくなった数百人の米軍兵士が二棟の施設に乱入し、そこにいたすべての女性を強姦した事件についても言及している。 また、スヴォボダによると特殊慰安施設協会の廃止後少なくとも二件の大規模な集団強姦事件が発生している。

#### 記録に残っている集団強姦事件

##### 東京都の事例
スヴォボダおよび田中の調査によれば、1946年4月4日の深夜、3台の軍用トラックに便乗した米兵50人が東京都大森区（現・大田区）の中村病院に侵入し、号令の笛とともに約一時間の間に女性患者40人、女性職員37人を回姦凌辱した。被害者のうち、2歳の幼女は事後床にたたきつけられ死亡したほか、止めに入った男性職員一名が殺害された。

##### 名古屋市の事例
また、田中によると、同1946年4月11日に名古屋市の住宅街に侵入した30人から60人の米軍兵士が地域内の電話回線を切断後、各家屋に同時に侵入し、10歳から55歳の女性を強姦している。

##### 占領軍上陸直後の事件件数
マイケル・S・モラスキー（日本文学、日本語学研究者）によると、日本の警察の報告を読むかぎり、強姦やその他の重大犯罪は海軍を中心に広まっており、横須賀基地と横浜周辺における占領後最初の数週間の犯罪件数が突出しているが、日本本土全体では一般的ではなかった。
上述のように、駐留米軍兵士による拉致、強姦、殺人は日本全体には波及していないものの、警察記録と報道記録が示している通り、凶悪犯罪を犯す兵士の多くが、1945年に日本に上陸し、最初の数週間の間に記録的件数の犯罪行為をおこなっており、占領最初の10日間だけで1336件の強姦事件が報告され、その後も9月一か月間の横浜市内での強姦事件は119件にのぼっている。ダワーによれば、被害者が数人以内の場合には警察に報告すらされなかった。

##### 北海道の事例
歴史家の竹前栄治、ロバート・リケッツらは、米空挺部隊が上陸後、札幌市内において略奪、強姦、酔ったうえでの日本人への暴行などを働くことはまれではなく、強姦被害者の中には自殺した者も少なからずいたと述べている。
ロバート・アイケルバーガー第8軍司令官は、非番の兵士から女性を保護するために日本人が自警団を組織した際、第8軍の装甲車に協力を命じ、事件の首謀者を逮捕したことを記録している。しかしダワーによれば、一方で強姦事件の中には警察に報告されないものもあった。

### イギリス連邦占領軍による強姦
竹前とリケッツらによると、オーストラリア、英国、インド、ニュージーランド軍の一部によって構成され、中国及び四国の9県を占領していたイギリス連邦占領軍 （BCOF）も、また多くの強姦に関与していた。
オーストラリア軍は1946年に広島県呉市に上陸するとすぐジープで若い女性を拉致し強姦していた。被害者がほぼ毎晩助けを求めて泣き叫ぶのを聞いていたが、占領軍による犯罪行為の報道は封殺されていた。中には、一人の少女が20人以上の兵士に回姦される事件もあった。
イギリス連邦占領軍の公式報告では軍所属の将兵が1946年5月から1947年までの期間に57件、1948年1月から1951年9月の間に、さらに23件の強姦を犯し、有罪判決を受けたされる。しかしながら、1946年2月から4月にかけての英連邦占領軍による占領当初の重大な犯罪の公式統計は存在しない。オーストラリアの歴史家ロビン・ゲルスターによれば、イギリス連邦占領軍の重犯罪公式統計は米国と同様に過小評価されているが、これには日本の警察が被害報告を占領軍に提出していない場合があり、これにより英憲兵隊が調査を行わなかった事も少なからず影響していると述べている。

### 日本の被害報道への検閲
ジョン・ダワーによれば、GHQ当局は1945年9月から1952年の占領終了までの間、幅広い検閲（プレスコード）を日本のメディアに対して実施しており、開始当初には左翼活動や軍国主義、超国家主義的な思想といった思想分野が差し止め対象となっていたが、占領開始から数か月後にはこの範囲を大きく逸脱し、占領軍による強姦などの重大犯罪や社会問題も幅広く検閲の対象となっていた。
竹前栄治とロバート・リケッツによると、占領軍は、1945年9月10日付連合国軍最高司令官総司令部令「占領活動に敵対的な全ての報告・統計発行物の違法化にむけた報道発表と事前検閲に係る規則」を定め、強姦などの重大犯罪に関する報道を統制していた。占領終了後、一部の日本の雑誌はアメリカの軍人が犯した強姦件数を発表している。

## 米軍による大規模な強姦や慰安所の設置に否定的な意見
ブライアン・ウォルシュ（Brian P. Walsh）は、アメリカ軍による日本占領の初期段階に起きた、アメリカ兵による広範な強姦事件や、GHQによる慰安所（軍用売春宿）の設置の奨励は、戦後左派の反米キャンペーンにより生み出された偽りの歴史であるとしている。